# Acanthonitschkea macrobarbata
Acanthonitschkea macrobarbata är en svampart som beskrevs av Fitzp. 1933. Acanthonitschkea macrobarbata ingår i släktet Acanthonitschkea och familjen Nitschkiaceae.   Inga underarter finns listade i Catalogue of Life.